# Макс Аманн
Ма́кс А́манн (нім. Max Amann; 24 листопада 1891, Мюнхен — 30 березня 1957, там само) — партійний діяч НСДАП, імперський керівник друку, рейхсляйтер (2 червня 1933 — 8 травня 1945), обергруппенфюрер СС (30 січня 1936).

## Життєпис
Отримав торгову освіту. 24 жовтня 1912 року поступив на службу в 1-й Баварський піхотний полк. Під час Першої світової війни служив в 1-й роті Баварського піхотного полку фельдфебелем, в котрій тоді ж єфрейтором служив Адольф Гітлер. Після війни працював в банку. 1 жовтня 1921 року вступив в НСДАП (білет № 3). В тому ж році призначений керівником справами НСДАП і керівником фінансовими справами партійної газети «Völkischer Beobachter» (нім. Völkischer Beobachter, «Народний оглядач»). В 1922 році став директором Центрального видавництва НСДАП «Ехер ферлаг» і на цьому посту керував всієї видавничою діяльністю партії. 9 листопада 1923 року, за участь в «Пивному путчі» був арештований і провів 4,5 місяця в тюрмі. Саме він поради змінити Гітлеру назву його книжки «Чотири з половиною роки боротьби з брехнею, дурістю і боягузтвом» на «Моя боротьба» («Mein Kampf»).
9 листопада 1924 року став членом міської ради Мюнхена, 12 червня 1928 року — членом ландтагу Верхньої Баварії (до 12 червня 1930 року). У вересні 1931 року, внаслідок нещасного випадку на полюванні, втратив ліву руку. 15 березня 1932 року вступив у СС (посвідчення № 53 143). В 1933 році став депутатом Рейхстагу від Верхньої Баварії — Швабії.
Після приходу до вдали Гітлера зосередив у свої руках керівництво всією німецькою пресою і перетворив «Ехер Ферлаг» в найбільше видавництво у світі, а сам став мільйонером: в 1942 році його особистий дохід склав 3 800 000 рейхсмарок. У власність «Ехер Ферлаг» перейшли видавництва, що раніше належали євреям, включаючи найпотужніше об'єднання Ульштайна. 14 листопада 1933 року став головою Німецького об'єднання видавців газет, а на наступний день — президентом Імперської палати друку (до 1938). З 1935 року — член Імперського сенату культури. Перебуваючи на цих посадах до кінця Другої світової війни, Аманн мав право заборонити на свій розсуд будь-друкований орган, що і робив, купуючи потім заборонену газету за безцінь. У процесі роботи у Аманна постійно виникали конфлікти з Імперським міністерством народної освіти і пропаганди Йозефа Геббельса і прес-службою Отто Дітріха, оскільки ці відомства теж боролися за контроль над німецькою пресою
4 травня 1945 року заарештований американцями. На процесі денацифікації 8 вересня 1948 року засуджений до 10 років колоній. Після звільнення в 1953 році жив у Мюнхені.

## Сім'я
Мав 5 синів (його дружина — Анна Фукс — була нагороджена Золотим Німецьким хрестом матері). Один із синів — Рудольф (нар. 28 квітня 1921 року), — лейтенант танкових військ, загинув 29 червня 1941 року в боях під Львовом.

## Нагороди
- Медаль принца-регента Луїтпольда в бронзі
- Залізний хрест 2-го класу
- Військовий хрест «За заслуги» (Баварія) 3-го класу з мечами
- Нагрудний знак «За поранення» в чорному
- Золотий партійний знак НСДАП (1 грудня 1933)
- Почесний хрест ветерана війни з мечами
- Орден крові
- Почесний знак Кобург
- Золотий почесний знак Гітлер'югенду з дубовим листям
- Почесний кут старих бійців
- Кільце «Мертва голова»
- Німецький Олімпійський знак 1-го класу
- Спортивний знак СА в бронзі
- Пам'ятна військова медаль (Австрія) (1937)
- Орден Корони Італії
  - командорський хрест (1937)
  - великий офіцерський хрест
- Почесна плакета члена Імперського культурного сенату (1937)
- Медаль «У пам'ять 13 березня 1938 року» (1939)
- Медаль «У пам'ять 1 жовтня 1938 року» (1939)
- Медаль «У пам'ять 22 березня 1939 року» (1940)
- Почесна шпага рейхсфюрера СС (24 листопада 1940)
- Почесний знак «Піонер праці» (1 травня 1941)
- Почесний щит Столиці друку (24 листопада 1941)
- Медаль «За вислугу років у СС» 4-го, 3-го, 2-го і 1-го класу (25 років)
- Медаль «За вислугу років у НСДАП» в бронзі, сріблі та золоті (25 років)
- Хрест Воєнних заслуг 2-го і 1-го класу